# Жмудинська партія
Жмудинська партія (лит. Žemaičių partija) — литовська регіональна політична, партія заснована у 2008 році.

## Історія
Партія була заснована у 2008 році на хвилі боротьби за визнання етнічної та мовної самобутності жемайтів. Головою партії був Егідіюс Скарбаліус, колишній депутат парламенту Литовської Республіки. Офіційно зареєстровано 13 лютого 2009 року. Попри початкові заяви, партія не висунула свого кандидата на президентських виборах 2009 року. Однак у 2009 році партія взяла участь у виборах до Європарламенту, отримавши 1,27 % голосів. У кількох місцевих органах влади партії вдалося подолати виборчий бар'єр — у Мажейкяйському районі набрала 6,27 % голосів, у Кретинзькому — 5,67 %, у Плунгеському — 5,76 %, у Ретавському — 5,04 %, у Скуодаському районі — 6,84 %, у Тельшяйському — 5,84 %. Виборчий список партії відкрив її лідер Егідіюс Скарбаліус.
Партія брала участь у місцевих виборах у 2011 році під номером 116. Вона була представлена лише в Клайпедській районній раді, де отримала 8,54 % голосів і 3 місця. Вона не подолала бар'єр, який дає їй право брати участь у розподілі місць у Паланзі, а також у регіонах: Кретінга (1,89 %), Шяуляй (1,87 %), Мажейкяй (2,23 %) і Таурус (2,46 %). На виборах 2015 року партія знову отримала три місця в Клайпедському краї.
Група має філії в більшості великих міст Жемайтії, включаючи Тельшяй (вважається столицею регіону), Шяуляй, Палангу, Кретингу, Расейняй і Таураге. Партія також має філії у Вільнюсі, Каунасі, Клайпеді та Лондоні. Штаб-квартира партії знаходиться в Клайпеді.
Символом руху є золоте сонце на червоному тлі. Група також використовує традиційний герб Жемайтії: чорний ведмідь на червоному тлі.